# Třída Galicia
Třída Galicia je třída výsadkových lodí kategorie Amphibious Transport Dock Španělského námořnictva. Skládá se z jednotek Galicia (L-51) a Castilla (L-52) postavených loděnicí Izar (nyní Navantia) ve Ferrolu. Do služby byly zařazeny v letech 1998 a 2000. Projektové práce probíhaly ve spolupráci s Nizozemskem. To postavilo dvojici příbuzných výsadkových lodí třídy Rotterdam.

## Stavba
Obě jednotky postavila španělská loděnice Izar (nyní Navantia) ve Ferrolu.
Jednotky třídy Galicia:
| Jméno           | Zahájení stavby   | Spuštěna na vodu  | Vstup do služby | Status  |
| --------------- | ----------------- | ----------------- | --------------- | ------- |
| Galicia (L-51)  | 31. května 1996   | 21. července 1997 | 30. dubna 1998  | aktivní |
| Castilla (L-52) | 11. prosince 1997 | 14. června 1999   | 26. června 2000 | aktivní |

## Konstrukce

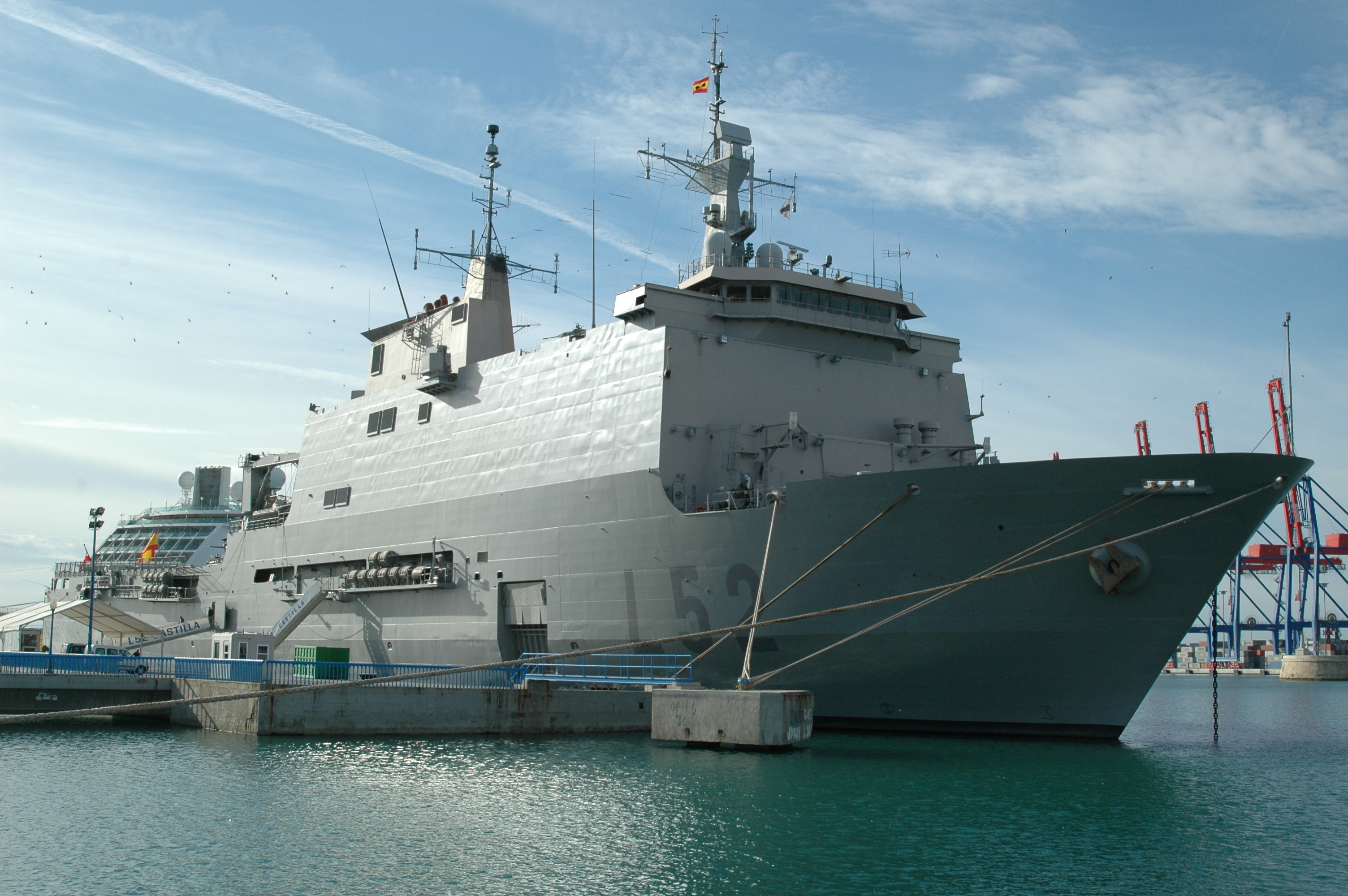
Castilla (L-52)

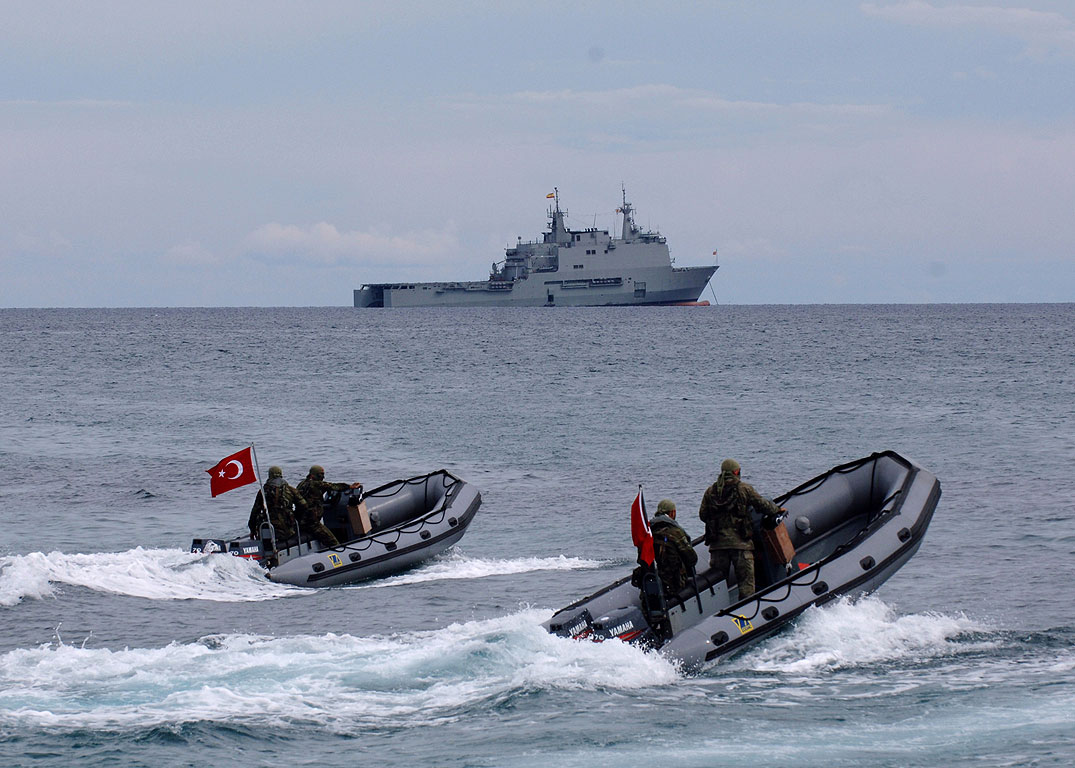
Castilla (L-52)

Každá z lodí může přepravit, vysadit pomocí vyloďovacích člunů a vrtulníků a dále podporovat plně vybavený prapor námořní pěchoty o 543 mužích (Castilla pouze 404), včetně 130 vozidel či 33 tanků. Mohou též být nasazeny při humanitárních misích. Castilla má větší posádku, jelikož může sloužit i jako velitelská loď. Obě též nesou plně vybavenou palubní nemocnici.
V palubním doku je prostor pro operace až šesti vyloďovacích člunů LCVP, či různé kombinace člunů typů LCVP, LCU a LCM 8. Přistávací paluba na zádi má délku 60 metrů a šířku 25 metrů. Najednou na ní mohou operovat dva těžké vrtulníky. V palubním hangáru mohou být umístěny čtyři těžké transportní vrtulníky, nebo šest středních vrtulníků. V současnosti námořnictvo provozuje typy Sikorsky SH-3 Sea King a Agusta-Bell AB 212.
Obrannou výzbroj tvoří dva 20mm automatické kanóny Oerlikon, dva 20mm hlavňové systémy blízké obrany Meroka a čtyři minomety Mk 36 SRBOC. Lodě pohánějí dva diesely Caterpillar 3612. Nejvyšší rychlost lodí je více než 20 uzlů. Dosah je 6 000 námořních mil při 12 uzlech.